# Hans Ruppert (Germanist)
Hans (Johannes) Ruppert (* 16. September 1885 in Leipzig; † 21. April 1964 in Weimar) war ein deutscher Germanist und Bibliothekar.

## Leben und Wirken
Hans Ruppert legte seine Reifeprüfung am König-Albert Gymnasium in Leipzig ab. Anschließend studierte er Klassische Philologie und Germanistik an den Universitäten in Bonn, Berlin und Leipzig. Im Jahre 1911 legte er das Staatsexamen für das höhere Lehramt ab und promovierte zugleich an der Universität Leipzig. Nach der Teilnahme am Ersten Weltkrieg, von 1914 bis 1918 und kurzer Tätigkeit als Lehrer an der Thomasschule zu Leipzig trat Ruppert 1921 zunächst als Volontär am Museum für Buch und Schrift in Leipzig bzw. an der Deutschen Bücherei in die Ausbildung für den höheren Bibliotheksdienst ein und legte 1922 die Fachprüfung hierfür ab. 1923 folgte die Übernahme in die Deutsche Bücherei. Er stieg zum Leiter der Bibliographien „Übersetzungen deutscher Bücher in fremde Sprachen“ und „Deutschland im ausländischen Schrifttum“ auf.
Im Oktober 1933 wurde Ruppert förderndes Mitglied der SS, am 28. Dezember 1937 beantragte er die Aufnahme in die NSDAP und wurde rückwirkend zum 1. Mai desselben Jahres aufgenommen (Mitgliedsnummer 5.805.478).:S. 1118 Um „alle jüdischen Autoren deutschsprachiger Bücher“ und Universitätsschriften festzustellen und „alle jüdisch-deutschen Mischehen in ihren Nachkommensverhältnissen und Verzweigungen“ zu untersuchen hatte das Reichsministerium für Volksaufklärung und Propaganda im Jahr 1941 die Deutsche Bücherei mit der Bearbeitung einer „Bibliografie des jüdischen Schrifttums in deutscher Sprache“ beauftragt. Die Erstellung erfolgte bis 1944 unter der Leitung von Ruppert.:S. 1117–1118
Aufgrund seiner Mitgliedschaft in der NSDAP wurde Ruppert ab 1947 in einer nicht-leitenden Position in der Deutschen Bücherei weiterbeschäftigt.:S. 131 Im Jahr 1952 trat der Bibliothekar in den Ruhestand. Vor allem erarbeitete er zahlreiche Bibliographien und beteiligte sich an der Herausgabe von Nachschlagewerken. Bekannt wurde er durch den Katalog der Bibliothek Johann Wolfgang von Goethes.

## Schriften
- Quaestiones ad historiam dedicationis librorum pertinentes. Dissertation Universität Leipzig 1911.
- Der alphabetische Katalog der Deutschen Bücherei. In: Heinrich Uhlendahl u. a.: Die Deutsche Bücherei nach dem ersten Jahrzehnt ihres Bestehens. Rückblicke und Ausblicke. Leipzig 1925, S. 91–102.
- Winckelmann-Bibliographie. In: Jahresgabe der Winckelmann-Gesellschaft, Bd. 1942 (1943), S. 5–50.
- (mit Wilhelm Schöne): Tusculum-Lexikon der griechischen und lateinischen Literatur vom Altertum bis zur Neuzeit. Heimeran, München 1948.
- Zur Bibliographie der klassischen Altertumswissenschaft des deutschen Sprachgebiets. In: Rastloses Schaffen. Festschrift für Friedrich Lammert. Kohlhammer, Stuttgart 1954, S. 82–89.
- Ergänzungen zur Winckelmann-Bibliographie für die Jahre 1942–1955. In: Jahresgabe der Winckelmann-Gesellschaft, Bd. 1954/55 (1956), S. 7–17.
- Goethes Briefwechsel mit Eugen Neureuther. In: Neue Folge des Jahrbuchs der Goethe-Gesellschaft, Bd. 18 (1956), S. 194–207.
- Goethe und die Altertumswissenschaftler seiner Zeit. Mit den von Goethe und Heyne gewechselten Briefen. In: Forschungen und Fortschritte, Bd. 33 (1959), S. 230–236.
- Handschriftliche Buchwidmungen in Goethes Bibliothek. In: Goethe. Neue Folge des Jahrbuchs der Goethe-Gesellschaft, Bd. 22 (1960), S. 301–311.
- Das älteste Verzeichnis von Goethes Bibliothek. In: Goethe. Neue Folge des Jahrbuchs der Goethe-Gesellschaft, Bd. 24 (1962), S. 253–287.
- Goethes Bibliothek. Katalog. Arion-Verlag, Weimar 1958 (825 S.) (Neudruck: Verlag Dokumentation Saur, München 1978).
- Gesamtregister zur Zeitschrift für Bücherfreunde 1897–1931. Olms, Hildesheim 1964.